# Nannophryne
Nannophryne – rodzaj płazów bezogonowych z rodziny ropuchowatych (Bufonidae).

## Zasięg występowania
Rodzaj obejmuje gatunki występujące od środkowego andyjskiego Peru na południe w rozdzielonych populacjach do południowego Chile i przyległej Argentyny.

## Systematyka

### Etymologia
Nannophryne: gr. ναννος nannos „karzeł”; φρυνη phrunē, φρυνης phrunēs „ropucha”.

### Podział systematyczny
Do rodzaju należą następujące gatunki:
- Nannophryne apolobambica (De la Riva, Ríos & Aparicio, 2005)
- Nannophryne cophotis (Boulenger, 1900)
- Nannophryne corynetes (Duellman & Ochoa-M., 1991)
- Nannophryne variegata Günther, 1870